# Ivan Marković (football)
Pour les articles homonymes, voir Marković et Ivan Marković.
Ivan "Ðalma" Marković  est un entraîneur yougoslave et croate de football né le 6 novembre 1928 à Senj (Royaume des Serbes, Croates et Slovènes) et décédé le 15 novembre 2006 à Zagreb (Croatie).
Après avoir entraîné entre autres le Dinamo Zagreb et été sélectionneur de l'équipe olympique de Yougoslavie en 1976, il a dirigé les joueurs de l'Olympique de Marseille du 1er juillet 1977 au 12 décembre 1978.